# Anden paa coke?
|  | Sammenskrivningsforslag Artiklen Anden paa coke? er foreslået føjet ind i Anders Matthesen. (Siden august 2018) Diskutér forslaget |

 - kan alle disse shows bære selvstændige artikler
Anden Paa Coke? er et stand-up/teatershow af stand-up-komikeren Anders Matthesen. Anden turnerede med showet i 2006, der blev udgivet på dvd i november 2006.

## Historie
Showet starter med at Matthesen laver stand-up, men stopper hurtigt igen idet han ikke er tilfreds med materialet og ønsker at skrive det om. Tæppet bliver trukket fra og scenen bliver afsløret at være til hans lejlighed. Matthesen går fortvivlet rundt i lejligheden og forsøger at finde på en idé til hans show, som har premiere samme aften. Han lader sig distrahere af hverdagsting, f.eks. da han modtager en sending frugt, som han bruger som inspiration til hans stand-up. Undervejs skriver han de få emner, han mener, kan bruges til showet, op på sin computer. En mystisk lille kuffert frister ham flere gange igennem showet, men han modstår. Til sidst er han tilfreds med en sætliste, men strømmen går, før han kan printe den ud. I desperation bliver han fristet af kufferten og åbner den. Ud tager han en sømandskasket. Da han tager den på, bliver han forvandlet til Stewart Stardust, som straks går i gang med at fortælle grove vittigheder. Matthesen stopper ham og tager kasketten af, da han kan "klare sig uden ham". Men Stardust giver ikke op så let og de to slås om kontrollen. Til sidst snyder Matthesen Stardust og spidder hans kasket med et samurai-sværd. Printeren går i gang og Matthesen forlader lejligheden med sin sætliste og tæppet går.
En speaker byder dernæst velkommen til showet, hvorefter Matthesen kommer ind på scenen. Her laver han stand-up rettet imod sig selv. Undervejs får han brugt alle stikordene fra sin liste. Han fortæller, at han altid har lavet stand-up om alt hvad der var galt i verden, men aldrig at han selv var et imperfekt menneske. Han har ikke længere brug for at skjule sig bag fjollede figurer.